# Dziki ogród

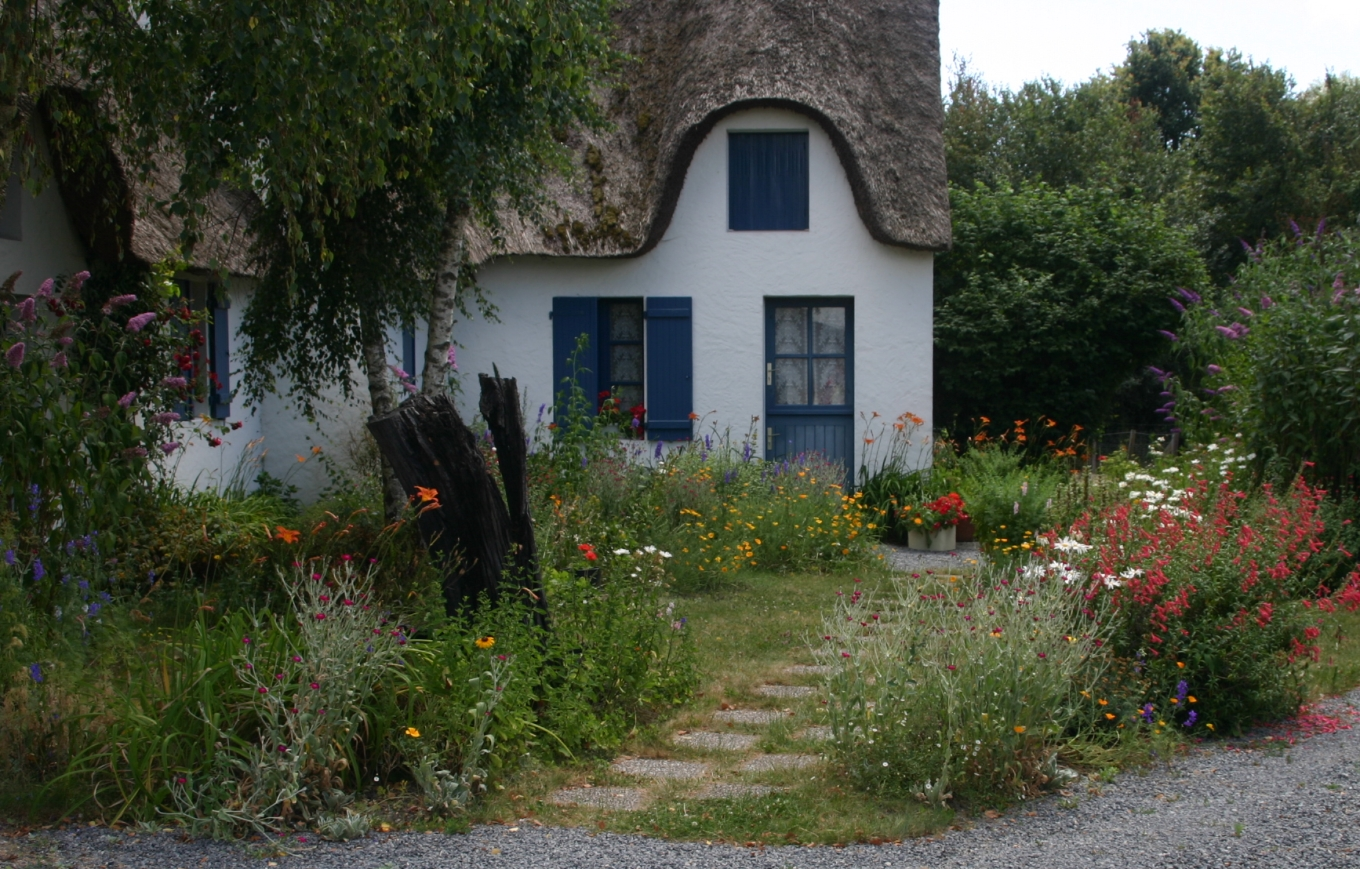
Dziki ogród

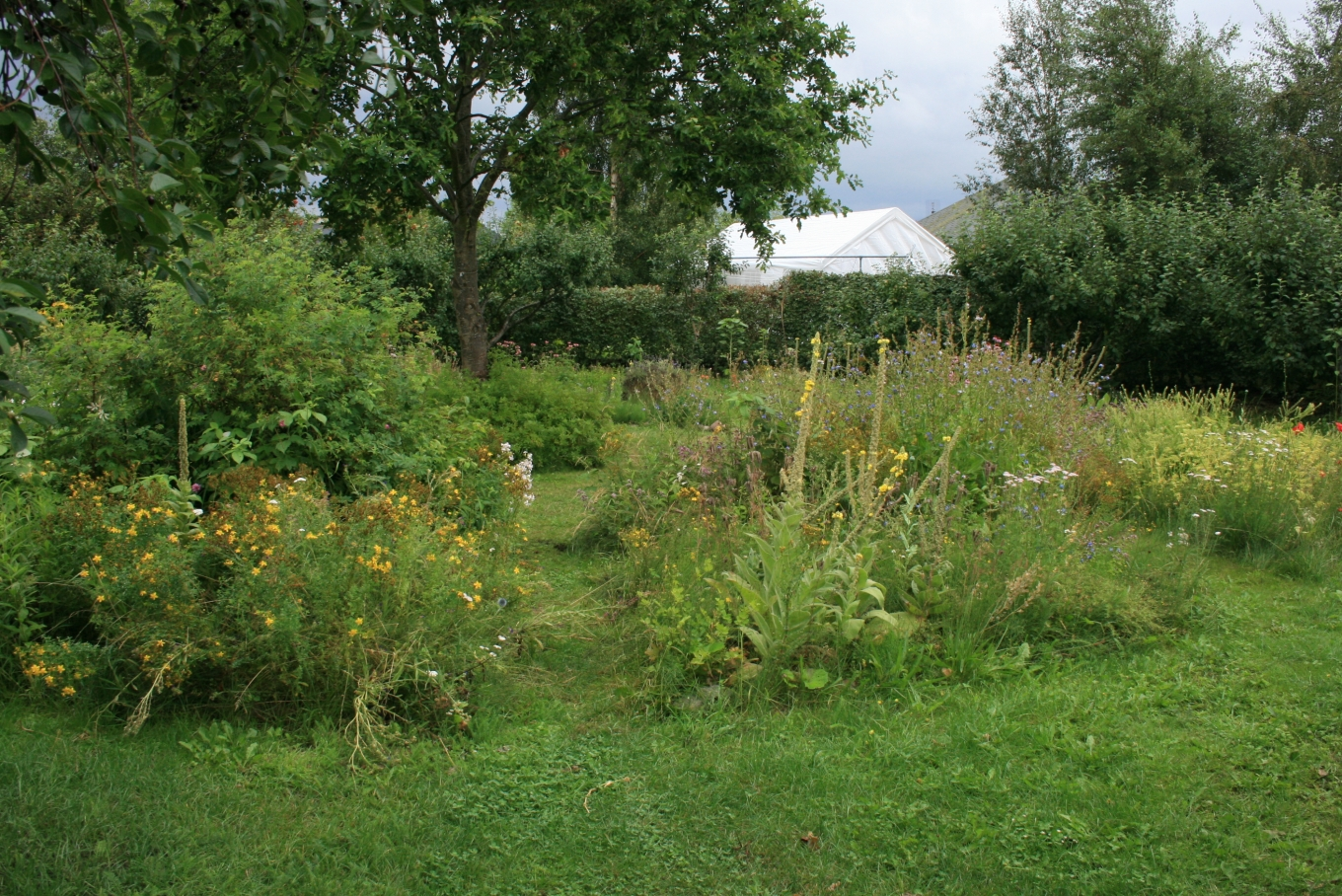
Dziki ogród

Dziki ogród – nurt w ogrodnictwie zapoczątkowany przez Williama Robinsona (1838–1935). Przełom w sztuce i projektowaniu ogrodów zapoczątkowany w Anglii. Autor zalecał stosowanie go zarówno do ogrodów prywatnych jak i publicznych. Ta dzikość nie propagowała nieporządku i chaosu panującego w ogrodzie oraz stosowania wyłącznie gatunków rodzimych – dziko rosnących. Była to natomiast sztuka mieszania roślin dzikich oraz uprawianych (także tropikalnych i subtropikalnych), które mogły przetrwać na dworze cały rok, w warunkach zbliżonych do naturalnych np. na terenach podmokłych.
Dziki ogród poprzez swoją formę miał na celu pokazanie indywidualnego piękna roślin w zależności od układu.
W Niemczech idee dzikiego ogrodu propagował Karl Foerster.

## Przykłady i stosowane rozwiązania
Stos kłód, najlepiej ulokowany w zacienionym miejscu, tworzy schronienie dla owadów i innych bezkręgowców, a także gadów i płazów. Resztki ogrodowe (usuwane rośliny i ich fragmenty), które będą wykorzystywane jako naturalna ściółka, nawóz, do zwalczania chwastów, ulepszania gleby i tworzenia siedlisk dla bezkręgowców. 